# Monoblepharis sphaerica
Monoblepharis sphaerica är en svampart som beskrevs av Cornu 1872. Monoblepharis sphaerica ingår i släktet Monoblepharis och familjen Monoblepharidaceae.   Inga underarter finns listade i Catalogue of Life.